# Heinrich Bechert
Heinrich Georg Bechert (Köditz, 10 de junho de 1926 – 8 de dezembro de 2005) foi um engenheiro civil alemão.
Filho de um pequeno empreiteiro, já na escola mostrou preferência pela matemática. Matriculou-se em matemática na TH Karlsruhe em 1948, mas logo tentou mudar para a engenharia civil, o que foi possível por meio dos cursos de mecânica e matemática aplicada. Em 1952 recebeu o diploma com um trabalho com formação matemática com Theodor Pöschl (Zur Statik räumlich gekrümmter Träger). Em seguida, na cátedra de engenharia estrutural, obteve um doutorado em 1954 com uma tese sobre a estática de escadas espirais (sobre a estática de vigas espacialmente curvas ), e foi assistente de Bernhard Fritz até 1956 na cátedra de engenharia estrutural. Naquela época Fritz começou a recorrer ao concreto protendido a partir de estruturas mistas e Bechert estava, entre outras coisas, preocupado com sua área de pesquisa da diminuição da força de tração devido às perdas por atrito no concreto protendido e a teoria das estruturas metálicas protendidas. De 1958 a 1962 trabalhou no escritório de engenharia Silberkuhl na filial de Stuttgart. Em 1960 abriu um escritório de engenharia com seu colega Drexler, que ele conhecia de Karlsruhe, mas logo depois dissolveu a sociedade e dirigiu ele mesmo o escritório de engenharia em Stuttgart e Bruchsal.
A partir de 1970 fez parte do comitê para a nova versão da DIN 4277 (Parte 1) e trabalhou em outros comitês da DIN (como 1055, 1075, 1072, 1045). Em 1977 recebeu um cargo de professor de pontes na Universidade de Karlsruhe.

## Obras
- Die vierseitig starr eingespannte Platte auf elastischen Trägern unter Gleichlast, Beton- und Stahlbetonbau, Volume 56, Januar 1961, p. 14–20.
- Massiv-Brücken, in: Beton-Kalender, Ernst und Sohn 1986, 1991 (jeweils Teil 2)
- Über die Entwicklung von Spannbetonfertigteilbrücken, Dresdner Brückenbausymposium 1991
- Vorgefertigte Spannbeton-Konstruktionen, Beton- und Stahlbetonbau, Volume 89, Abril de 1994, p. 111–116.